# Taloje Panchnad
Taloje Panchnad é uma vila no distrito de Raigarh, no estado indiano de Maharashtra.

## Demografia
Segundo o censo de 2001, Taloje Panchnad tinha uma população de 10,858 habitantes. Os indivíduos do sexo masculino constituem 54% da população e os do sexo feminino 46%. Taloje Panchnad tem uma taxa de literacia de 68%, superior à média nacional de 59.5%: a literacia no sexo masculino é de 73% e no sexo feminino é de 61%. Em Taloje Panchnad, 18% da população está abaixo dos 6 anos de idade.